# Yannick Bellon

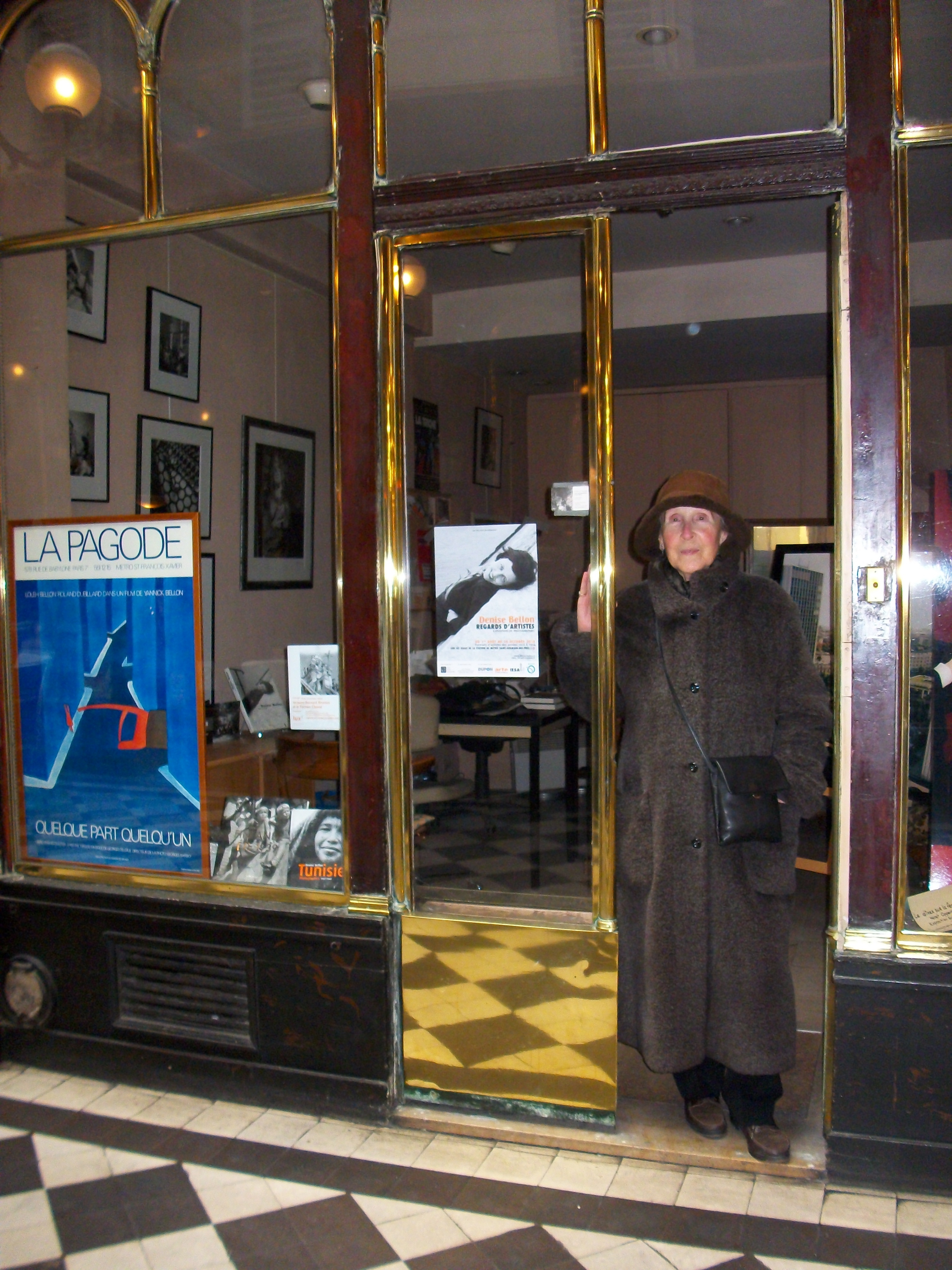
Yannick Bellon beim Eingang zu ihrem Büro, Galerie Véro-Dodat, Paris (2010)

Yannick Bellon (* 6. April 1924 als Marie-Annick Bellon in Biarritz; † 2. Juni 2019) war eine französische Regisseurin und Filmeditorin.

## Leben
Yannick Bellon war die Tochter der Fotografin Denise Bellon (1902–1999) und des Magistraten (Justizjuristen) Jacques Bellon. Die Schauspielerin und Autorin Loleh Bellon (1925–1999) war ihre Schwester.
Zwischen 1947 und 1963 war Yannick Bellon abwechslungsweise mit der Montage von Spielfilmen – unter anderem von Pierre Kast – sowie der Realisierung von Kurzfilmen beschäftigt. Nach diversen Fernsehproduktionen in den sechziger Jahren produzierte sie Anfang der 1970er Jahre ihren eigenen ersten Spielfilm: Quelque part quelqu’un (1972). Bis 1991 folgten sieben weitere Spielfilme sowie ein Kurzfilm. Mit rund zwei Millionen Kinoeintritten war Das Ende der Nacht (1978) Bellons erfolgreichster Spielfilm.
In Bellons Filmen werden mittels Darstellung verschiedener Subjekte der Gesellschaft diverse Themen behandelt. So wird der Zuschauer in L’amour violé etwa dazu angeregt, über die Problematik der Vergewaltigung (und insbesondere den sozialen Charakter und die Motivation ihrer Täter) nachzudenken. Weitere Themen sind die Problematik der Krebskrankheit, jene der Homosexualität, der Delinquenz und, gegen Ende ihrer Schaffensperiode, jene der Ökologie. In diesen Thesenfilmen ist stets eine didaktische Absicht erkennbar.

## Filmografie
- 1974: Befreiung aus der Ehe (La femme de Jean)
- 1976: Nie mehr immer (Jamais plus toujours)
- 1978: Das Ende der Nacht (L’amour violé)
- 1981: Liebe ohne Grenzen (L’amour nu)
- 1984: La triche
- 1989: Wilde Kinder (Les enfants du désordre)
- 1991: L’affût
- 2001: Le souvenir d'un avenir (Dokumentarfilm über Denise Bellon, co-produziert mit Chris Marker)

## Ehrungen, Preise
- 1948: Großer Preis des Dokumentarfilms auf der Biennale di Venezia